# 국제교류복합지구
국제교류복합지구는 대한민국 서울특별시에 조성할 수 있다.

## 세부 프로젝트
- 글로벌비즈니스센터
- 영동대로 복합환승센터
- 서울의료원/한국감정원 부지 재개발
- 서울종합운동장 재개발 (재정사업)
  - 서울올림픽주경기장 리모델링
  - 이외 예정 시설: 유스호스텔, 잠실학생체육관
- 서울종합운동장 재개발 (민간개발)
  - 전시-컨벤션 시설(제2코엑스)
  - 신 잠실 야구장
  - 스포츠 콤플렉스
  - 뉴 트레이드 타워